# نهر روفيرونزا
نهر روفيرونزا (أو لوفيرونزا) هو نهر في أفريقيا يعتبر البعض أن يكون أبعد مصدر من النيل، أطول نهر في العالم. يرتفع على جبل كيكيزي في بوروندي، ويتدفق فوق نهر روروبو في نهر كاجيرا في تنزانيا، ومن هناك إلى بحيرة فيكتوريا.